# Hydrolagus barbouri
Hydrolagus barbouri é uma espécie de peixe da família Chimaeridae.
É endémica de Japão.
Os seus habitats naturais são: mar aberto.
Está ameaçada por perda de habitat.